# Аменоосіхомімі но Мікото
Аменоосіхомімі но Мікото або відомий як Масакацуакацукачіхаяхіаменушіхомімі (яп. 天忍穗耳尊) - у синтоїзмі - Камі, чоловіче божество, з японської міфології. Він є сином японської богині сонця Аматерасу і бога вітру Сусаноо і батьком бога Нінігі но мікото.

## Ім'я й Етимологія
Ім'я (Аменушіхомімі) означає (владущий рисовим колоссям небес), він також носить і інші імена, такі як (Масакацуакацукачіхаяхіаменоошіхомімі), що означає (воістину перемігши, я переміг мчить міццю, владущий великими рисовим колоссям небес).

## Біографія
Після того, як Ідзанагі народив богів, він віддав Аматерасу небо, а її братові Сусаноо море. Однак Сусаноо не бажав брати на себе правління і хотів піти в країну матері, Не-но катасу Куні. За це розлючений Ідзанагі вигнав його. Перед вигнанням Сусаноо вирішив відвідати сестру, яка порахувала, що брат хоче відняти її володіння. Щоб підтвердити свої мирні наміри, Сусаноо поєднувався з нею шлюбом, і з речей один одного брат і сестра народили ряд богів. Бачачи красу народжених у нього дочок, Сусаноо вирішив, що довів свою невинність і тим самим переміг Аматерасу. Однак поведінка Сусаноо стало лише гірше, і в підсумку він спочатку випорожнився в покоях богині, слідом знищив всі священні рисові поля. Боги попросили зупинити його, але Аматерасу виправдала поведінку брата, стверджуючи, що його поведінка, навіть якщо воно було недобросовісним, не викличе серйозних проблем. Однак Сусаноо продовжував шкодити сестрі. Напав на священну прядильну фабрику Аматерасу. На даху він проробив дірку, обдер шкіру з небесного коня і кинув її в ткацький зал своєї сестри. Небесні ткалі з переляку натрапили на ткацькі верстати вкололи себе човниками в таємні місця і померли. Аматерасу теж злякалася, розгнівалася і зникла в печері, а весь світ занурився в темряву.